# Алешковская (Шенкурский район)
Алешковская — деревня в Шенкурском районе Архангельской области. Входит в состав муниципального образования «Усть-Паденьгское».

## География
Деревня расположена в южной части Архангельской области, в таёжной зоне, в пределах северной части Русской равнины, в 54 километрах на юг от города Шенкурска, на левом берегу реки Паденьга, притока Ваги. Ближайшие населённые пункты: на западе деревня Подгорная, на востоке деревни Жилинская и Васильевская.
Часовой пояс
Алешковская, как и вся Архангельская область, находится в часовой зоне МСК (московское время). Смещение применяемого времени относительно UTC составляет +3:00.

## Население
| 2002 | 2010 | 2012 |
| ---- | ---- | ---- |
| 59   | ↘40  | ↗49  |

## История
Паденьгский приход существовал как минимум с 1677 года, когда была построена церковь.
Указана в «Списке населённых мест по сведениям 1859 года» в составе Шенкурского уезда(1-го стана) Архангельской губернии под номером «2058» как «Рожденственское (погостъ Паденгскiй, Алешковская)». Насчитывала 3 двора, 11 жителей мужского пола и 17 женского.
В «Списке населенных мест Архангельской губернии к 1905 году» деревни Алешковская и Погостъ насчитывают 14 дворов, 41 мужчину и 42 женщины.  В административном отношении деревни входят в состав Паденгского сельского общества Устьпаденгской волости.
1 января 1912 года Алешковская становится административным центром новой Паденьгской Волости, выделившейся из Устьпаденгской. На 1 мая 1922 года в поселении 17 дворов, 27 мужчин и 45 женщин.

## Русская православная церковь
Храмовый комплекс Паденгского погоста Объект культурного наследия № 2900591000 , состоящий из двух храмов
- Церковь Николая Чудотворца Объект культурного наследия № 2900591001№ 2900591001  памятник архитектуры — деревянная церковь, обшитая тёсом. Построена в 1801-1802 годах. Здание состоит из четверика храма, к которому с запада примыкает пятигранная апсида, а с востока трапезная и притвор. В советское время венчания были сломаны и сделана двускатная кровля. Внутри храма сделаны перегородки и храм использовался вначале как жилой дом, а впоследствии как контора. В настоящее время заброшен и не используется[10].
- Церковь Рождества Христова Объект культурного наследия № 2900591002№ 2900591002  памятник архитектуры — кирпичная церковь 1900-1904 годов постройки. Церковь построена на средства почетного гражданина Ивана Степановича Леванидова по проекту инженера Соколова. В советское время венчания сломаны[11].

- Никольская церковь в 2015 году
- Церковь Рождества Христова